# Chorizagrotis
Chorizagrotis là một chi bướm đêm thuộc họ Noctuidae.